# Samuele Burgo
Samuele Burgo (Siracusa, 20 de marzo de 1998) es un deportista italiano que compite en piragüismo en la modalidad de aguas tranquilas.
Ganó una medalla de plata en el Campeonato Mundial de Piragüismo de 2022 y tres medallas en el Campeonato Europeo de Piragüismo entre los años 2022 y 2025.

## Palmarés internacional
| Campeonato Mundial | Campeonato Mundial       | Campeonato Mundial | Campeonato Mundial |
| Año                | Lugar                    | Medalla            | Competición        |
| ------------------ | ------------------------ | ------------------ | ------------------ |
| 2022               | Halifax (Canadá)         | Medalla de plata   | K2 1000 m          |
| Campeonato Europeo |                          |                    |                    |
| Año                | Lugar                    | Medalla            | Competición        |
| 2022               | Múnich (Alemania)        | Medalla de bronce  | K2 1000 m          |
| 2024               | Szeged (Hungría)         | Medalla de oro     | K2 1000 m          |
| 2025               | Račice (República Checa) | Medalla de bronce  | K2 500 m           |